# Христо Петров (футболист)
Вижте пояснителната страница за други личности с името Христо Петров.
Христо Христов Петров е български футболист, нападател, състезаващ се за тима на ФК Сливнишки герой (Сливница).

## Биография
Роден е на 22 март 1987 година в София. Завършва 57-о Спортно училище в столицата.
Започва да се състезава в детските гарнитури на ФК Септември (София). Последователно преминава през всички формации на клуба, а като юноша се състезава и за тима на Марек (Дупница).
Отличава се с мощни удари както с глава, така и с крак.

## Тимове в които се е състезавал
- Септември (София)
- Марек (Дупница)
- Свиленград 1921 (Свиленград)
- ПФК Славия (София)
- ПФК Миньор (Перник)
- ПФК Миньор (Бобов дол)
- ФК Сливнишки герой (Сливница)